# The Girlfriend Experience (TV-serie)
The Girlfriend Experience är en amerikansk dramaserie vars första säsong hade premiär 2016.
Varje säsong av serien fokuserar på nya karaktärer, som alla har gemensamt att de är prostituerade som specialiserar sig på att låtsas vara klienternas flickvän.
Serien är baserad på filmen med samma namn.

## Rollista (i urval)
| Riley Keough         | – Christine Reade |
| Julia Goldani Telles |                   |